# Luk Keng Chan Uk
Luk Keng Chan Uk is een dorp in het noordoosten van de Hongkongse New Territories. Het is een populair gebied onder toeristen en wandelaars.
Vrijwel alle bewoners van het dorp hebben de familienaam Chan en zijn van Hakka afkomst. Een minderheid heeft de familienaam Wong. Alle dorpsbewoners spreken Hongkong-Hakka. Veel dorpsbewoners zijn in de jaren vijftig en zestig van de 20e eeuw geëmigreerd naar andere gebieden, zoals Engeland. Hierdoor staan veel huizen in het dorp leeg en een deel van de huizen zijn ruïnes geworden. Landbouw was het voornaamste middel van bestaan.
In de natuur van Luk Keng Chan Uk kan men dieren, zoals: apen, nannophya pygmaea en de platalea minor zien. De laatste twee diersoorten komen nauwelijks voor in Hongkong. Het dorp heeft een aantal watervallen.